# Square Enix Collective
Square Enix Collective, (também chamada de SEE Collective ou SE Europe Collective) é uma subsidiária da Square Enix Europe auto-intitulada de "provedora de serviços para desenvolvedores indie", que ajuda a publicar o jogo de um desenvolvedor enquanto mantém seu controle criativo. Foi criada por Phil Elliot, com foco na geração de consciência indie.

## História
Em 2016, o processo para desenvolvedores interessados em trabalhar com a Square Enix Collective era: os desenvolvedores enviariam um argumento de venda para a empresa em uma base contínua. Os pitches seriam então apresentados ao público por meio do site da SE Europe Collective, e um processo de votação ocorreria uma vez por semana, com todos sendo bem-vindos para votar nos projetos que os motivassem. Embora o processo de votação não fosse o único determinante para os desenvolvedores que a Collective ajudaria, ele desempenhou um papel central.